# Comuna de Piątek
Piątek (polaco: Gmina Piątek) é uma gminy (comuna) na Polónia, na voivodia de Lodz e no condado de Łęczycki.
De acordo com os censos de 2004, a comuna tem 6515 habitantes, com uma densidade 48,9 hab/km².

## Área
Estende-se por uma área de 133,2 km², incluindo:
- área agricola: 82%
- área florestal: 8%

## Demografia
De acordo com dados de 2005, o rendimento médio per capita ascendia a 1420,44 zł.

## Subdivisões
- Balków, Bielice, Boguszyce, Czerników, Goślub, Górki Łubnickie, Górki Pęcławskie, Janowice, Janków-Orądki, Jasionna, Konarzew, Krzyszkowice, Łęka, Łubnica, Mchowice, Michałówka, Mysłówka, Orenice, Stare Piaski-Leżajna, Pęcławice, Piątek, Piekary, Pokrzywnica, Rogaszyn, Sułkowice Pierwsze, Sułkowice Drugie, Śladków Podleśny, Śladków Rozlazły, Sypin-Borowiec, Witów, Włostowice, Włostowice-Parcele, Żabokrzeki.